# Football Manager 2017
Football Manager 2017 (также Football Manager 17', или FM17) — компьютерная игра, симулятор футбольного менеджмента, часть серии Football Manager. Игра разработана компанией Sports Interactive, выпущена Sega 4 ноября 2016 года на платформы Windows, Mac OS X и Linux.

## Нововведения в игре
- Во входящих сообщениях появилась закладка «Новостная лента», аналог социальной сети. Там публикуются сообщения с хештегами, в которых виртуальные болельщики выражают своё мнение о клубе и футболистах.
- Усовершенствованный 3D-движок, появление новых углов обзора матча. Свыше 1500 улучшений делают окружение более детальным, а движения футболистов плавнее и естественнее[4].
- Симуляция так называемого «Брекзита» — выхода Великобритании из Евросоюза. Создатели игры предложили свою версию последствий данного политического явления в мире футбола.
- Переработан режим Fantasy Draft. В данном режиме предлагаются небольшие мультиплеерные поединки, облегчающие задачи игроков, которым сложно координировать длительные матчи[5].
- Улучшение системы докладов агентов и сотрудников клуба делают администрирование в Football Manager 2017 проще.
- Появилось два новых вида должностей — главный научный работник, числящийся в медицинском штабе, и главный аналитик, работающий со скаутами.

## Разработка
Игроки, которые оформили предзаказ FM17, получили бесплатную бета-версию раннего доступа за две недели до официального релиза. Карьера начатая в бета-версии может быть продолжена в полной версии игры.
После того, как Соединенное Королевство проголосовало за выход из Евросоюза 23 июня 2016 года, было написано три различных сценария.

## Критика
| Сводный рейтинг | Сводный рейтинг |
| Агрегатор       | Оценка          |
| --------------- | --------------- |
| GameRankings    | 81,37 %         |

На сайте Metacritic, Football Manager 2017 получил оценку 80 из 100, основанную на 45 критиков. Отзывы пользователей о игре, однако, были гораздо менее позитивными, а текущий рейтинг в Steam «Mostly Negative».